# علي الحيدري
علي الحيدري (توفي 4 يناير 2005) كان حاكم محافظة بغداد في العراق. كان الحيدري قد نجا بصعوبة من القتل في محاولة اغتيال في أوائل سبتمبر 2004 في بغداد، لكنه اغتيل على أيدي مسلحين خلال محاولة ثانية في بغداد في أوائل عام 2005. أعلنت جماعة بقيادة أبو مصعب الزرقاوي مسؤوليتها وتم اعتقال ستة مشتبه بهم في نوفمبر 2005.